# Louise Cornaz
Pour les articles homonymes, voir Cornaz.
Louise Cornaz, née à Montet le 12 janvier 1850 et morte au même endroit le 11 mars 1914, est une écrivain vaudoise.

## Biographie
Louise Cornaz, fille de l'agronome Auguste Cornaz (1803-1860) et de Charlotte Berthoud (+1894),  suit sa scolarité en internat à Esslingen-am-Neckar de 1864 à 1866.
Collaboratrice de nombreux périodiques, elle publie son premier roman à l'insu de sa famille en prenant le pseudonyme de Joseph Autier. Sous ce pseudonyme, Louise Cornaz publiera une petite trentaine de romans, recueils de nouvelles - Marius Maurel, 1885, Accords brisés, 1886, Mademoiselle la nièce, 1908 - des récits pour la jeunesse - Les Hauts Faits de la bande des Ormes, 1911 - des biographies - dont Madame Récamier, 1900 - des traductions d'œuvres d'auteurs anglo-saxons et des ouvrages célébrant les paysages et les coutumes vaudoises.
Louise Cornaz est la première rédactrice en 1907 du Bulletin féminin, organe des Unions de femmes de la Suisse romande (1907).

## Sources
- « Louise Cornaz », sur la base de données des personnalités vaudoises sur la plateforme « Patrinum » de la Bibliothèque cantonale et universitaire de Lausanne.
- Albert Bonard, Journal de Genève, 1914/03/14 Gazette de Lausanne, 1914/03/13
- Daniel Maggetti, « Louise Cornaz » dans le Dictionnaire historique de la Suisse en ligne.